# Anii 1410
Secole: Secolul al XV-lea - Secolul al XVI-lea - Secolul al XVII-lea
Decenii: Anii 1360 Anii 1370 Anii 1380 Anii 1390 Anii 1400 - Anii 1410 - Anii 1420 Anii 1430 Anii 1440 Anii 1450 Anii 1460
Ani: 1410 | 1411 | 1412 | 1413 | 1414 | 1415 | 1416 | 1417 | 1418 | 1419